# Zaus caeruleus
Zaus caeruleus är en kräftdjursart som beskrevs av Campbell 1929. Zaus caeruleus ingår i släktet Zaus och familjen Harpacticidae. Arten är reproducerande i Sverige. Inga underarter finns listade i Catalogue of Life.